# Louis Denis Lalive de Bellegarde
Pour les articles homonymes, voir Bellegarde.
Louis Denis Joseph Lalive de Bellegarde, seigneur de Bellegarde, Épinay (1741), Deuil-la-Barre, La Chevrette, Brunoy, Jully, La Briche (hameau entre Épinay et Saint-Denis), Daude, Saint-Piton (Saint-Python), Preux, etc., est un financier français du XVIIIe siècle né à Paris en 1680 (ou 1679 ?) et mort le 3 juillet 1751.

## Biographie
Fils de Christophe Lalive (1637-1705), seigneur de Bellegarde et de Champrenaud, directeur de la Régie générale des monnaies et greffier de la chambre des assurances, et d'Anne de Léonart de La Nonain, Louis Denis Lalive de Bellegarde est anobli du fait de l'acquisition par son père d'une charge de conseiller-secrétaire du Roy, Maison et Couronne de France et de ses finances. 
Directeur des fermes de Flandre à Lille dès 1708, il est ensuite fermier général et amasse une fortune considérable.
Il épouse à Valenciennes le 2 juillet 1720 Marie Thérèse Josèphe Prouveur du Pont (1696-1743), fille de Georges-André Prouveur, seigneur de Pont, et de Marie Pétronille Lefébure. Ils ont six enfants :
1. Louis François Lalive de Labriche (1721-1753), religieux prémontré ;
2. Denis Joseph Lalive d'Épinay (1724-1782), fermier général, mari de la célèbre Madame d'Épinay (Louise Florence Pétronille Tardieu d'Esclavelles) ;
3. Ange Laurent Lalive de Jully (1725-1779), introducteur des ambassadeurs et célèbre amateur d'art ;
4. Marie Françoise Charlotte Lalive de Bellegarde (1728-1786), qui épouse en premières noces Jacques III Pineau de Viennay, baron de Lucé (1709-1764) puis en secondes noces Claude, vicomte de La Châtre (1734-1821) ;
5. Élisabeth Sophie Françoise Lalive de Bellegarde (1730-1813), par son mariage comtesse d'Houdetot ;
6. Alexis Janvier Lalive de La Briche (13 février 1735 Paris - 31 mai 1785 Zurich) introducteur des ambassadeurs, qui épousa le  4 avril 1780 Adélaïde Prévost personnalité très en vue au début du XIXe siècle. Leur fille Charlotte-Joséphine épouse Louis-Mathieu Molé

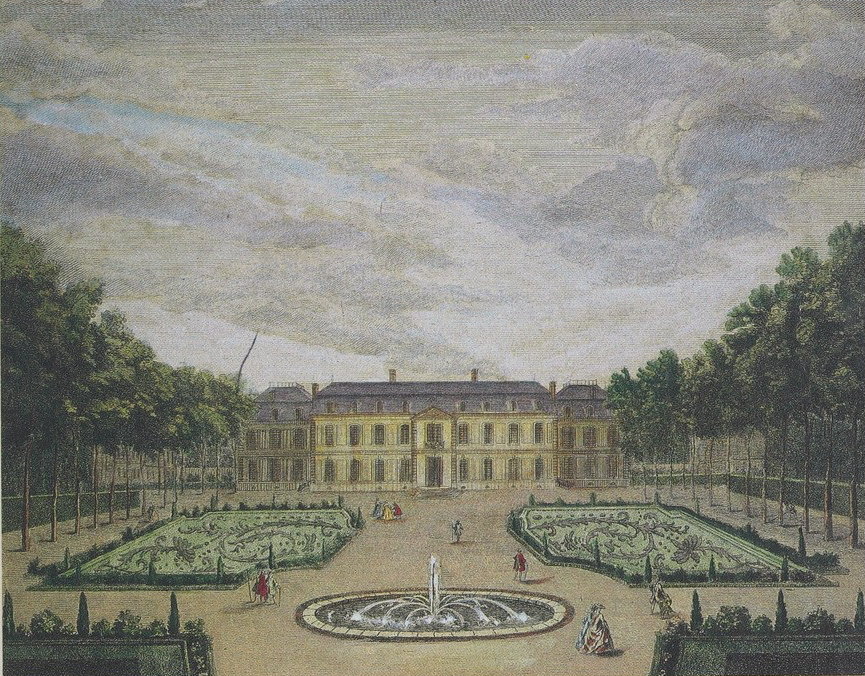
Château de la Chevrette

Il possède le château de La Chevrette à Deuil-la-Barre, acheté à la famille Machault d'Arnouville.